# Zeev Fraenkel
Zeev Fraenkel (* 25. Juni 1925 in München; † 17. Februar 2008 in Rehovot, Israel) war ein deutsch-israelischer Kernphysiker.
Im Alter von zwölf Jahren emigrierte er mit seiner Familie nach Palästina. Er diente in der Jüdischen Brigade der British Army. Später studierte er Physik am Technion und an der Columbia University, bevor er an das Weizmann-Institut kam. In seiner langjährigen Karriere dort wurde er unter anderem Leiter der Abteilung für Kernphysik und später Dekan der Physikfakultät.
Er leistete viele Beiträge zum Verständnis von Kernreaktionen. Zusammen mit Yair Yariv entwickelte bzw. erweiterte er das sogenannte Intranuclear cascade model zum besseren Verständnis solcher Reaktionen. Bis zuletzt war er aktives Mitglied der PHENIX-Kollaboration, deren Forschungsschwerpunkt auf der Entdeckung und dem Verständnis des Quark-Gluon-Plasmas liegt.